# Соса, Хулио Мария
Хулио Мария Соса Дебрус (исп. Julio María Sosa Debrus; 8 сентября 1879, Монтевидео, Уругвай — 27 января 1931, там же) — уругвайский государственный деятель, президент Совета Национальной администрации Уругвая (1923—1925). 

## Биография
Окончил высшие курсы, но не имел университетского образования.
Являлся активным деятелем партии «Колорадо», занимал различные должности в муниципальной администрации Монтевидео. Внес существенный вклад в создание «Парка союзников» (впоследствии переименованного в парк Хосе Батлье-и-Ордоньеса.
С 1905 по 1914 г. избирался депутатом парламента Уругвая, а в 1915—1920 гг. — сенатором, с 1916 по 1917 г. входил в состав Учредительного собрания, с 1920 по 1923 г. — вновь был депутатом парламента.
Также был директором газет El Día и Diario Nuevo и автором исторических монографий, в том числе: «Американское братство» (1900), «Лаваллея и Орибе» (1902) и «Учителя и школы» (1916).
В 1923—1925 гг. — президент Совета Национальной администрации Уругвая, затем неудачно баллотировался на должность президента.
Был известным футбольный функционером, занимал пост президента футбольного клуба «Пеньяроль» (1921—1928). 
Похоронен на Британском кладбище в Монтевидео.